# Piruvát-anyagcsere

## Piruvát

Piruvát

A piruvát elsősorban a glikolízis során glükózból és más monoszacharidokból képződő anyag. További metabolizmusa a sejt, illetve a szövet típusától és a metabolizmus állapotától függ. Sorsát meghatározza, hogy belép-e a mitokondriumba, vagy a citoszolban marad. A piruvát, mint anyagcseretermék az aerob és anaerob metabolizmusok találkozási pontja. A mitokondriális metabolizmus lehetőségét az oxigén jelenléte biztosítja.

## Piruvát általános jellemzői
A piruvát egy alfa-ketosav, a piroszőlősav savmaradékionja. A piroszőlősav (2-oxopropánsav) anyagcsere köztitermékből képződött piruvát a szénhidrátok és fehérjék lebontásának és felépítésének fontos kulcsmolekulája.

## Piruvát reakciói

A sejtlégzésben a piruvát is szerephez jut

### Laktát-dehidrogenáz
Mikor a szövetek nem jutnak elegendő oxigénhez, vagyis az aerob oxidáció nem tud lejátszódni, akkor a piruvát anaerob körülmények között laktáttá redukálódik. A sejt számára ez az útvonal a metabolizmus szempontjából zsákutca, a katabolizmus, azaz lebontás végállomása. A szervezet számára azonban ez a reakció lehetőséget ad a piruvát transzportjára más sejtekbe. 
Ilyen transzportút az izmokban termelődő laktát transzportja a májba, ahol a laktát fontos glikogénprekurzor. Ezt a folyamatot nevezzük Cori-ciklusnak. A Cori-ciklus a máj és az extrahepatikus, vagyis a májon kívüli szervek/szövetek közötti munkamegosztás és tápanyagforgalom együttesen. A piruvát laktát és alanin formájában kerülhet a májba, ahol a hepatociták, a májsejtek felveszik azokat, majd újra piruvátot készítenek belőlük, abból pedig glükózt vagy glikogént. A folyamat lényege a glükoneogenezis. A májban újonnan keletkezett glükóz a keringés útján jut el a célszervekhez.

#### A piruvát → laktát átalakulás
A piruvát-laktát átalakulást a laktát-dehidrogenáz katalizálja. A reakció reverzibilis és a citoszolban játszódik le. Glikolízisben a gliceraldehid-3-foszfát oxidációjához folyamatosan NAD+-ra van szükség. Ha a NADH nem tud oxidálódni, azaz NAD+-dá alakulni (mert nincs mitokondrium vagy nincs oxigén), akkor a laktát-dehidrogenáz oxidálja. Ez a reakció elengedhetetlen a folyamatos glikolízishez. A keletkezett laktát is csak NAD+-dal tud visszaalakulni, de ehhez is aerob körülmények kellenek. Ha nincs rá lehetőség, akkor zajlik le a Cori-kör.

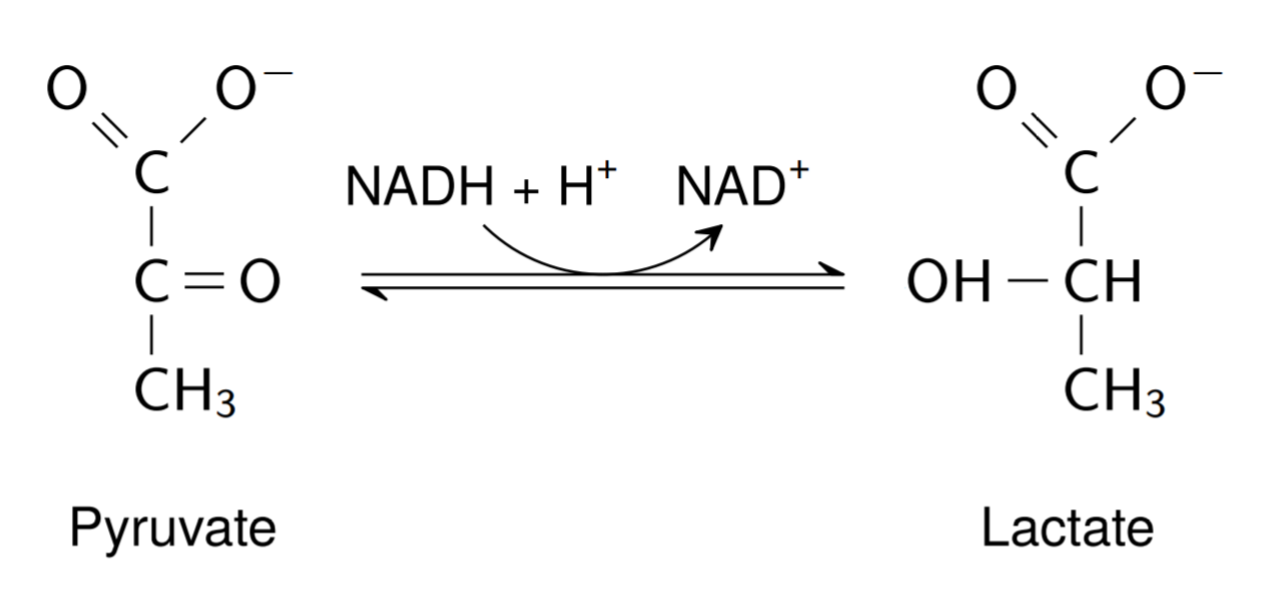
A laktát-dehidrogenáz által katalizált reakció

A legjelentősebben a vörösvértestekben termelődik laktát, mert nincsen bennük mitokondrium, így az egyedüli ATP termelő folyamat bennük a glikolízis. A vörösvértesteken kívül minden szövetben keletkezik laktát kisebb-nagyobb mennyiségben. Harántcsíkolt izomban a fokozott izommunka során relatív hypoxia, azaz oxigénhiányos állapot jön létre, emiatt az anaerob glikolízis kerül előtérbe. Az izommunka miatt glükózból illetve a glikogénraktárakból is rengeteg piruvát képződik, amit a citromsavciklus nem tud felvenni, illetve a relatív hypoxia miatt laktát keletkezik belőle. A laktát a Cori-körön keresztül a májba jut, ahol a laktátból újra piruvát lesz, amiből újra glükóz keletkezik. 
Az izomban 1 glükózmolekulából anaerob körülmények között 2 laktát keletkezik, illetve 2 H+ (hidrogén-ion) szabadul fel. Ennek következményeképpen az izom pH=6,4 lesz. Ezen a pH-n az izomműködés átmenetileg kiesést szenved, illetve fáradt lesz és a glikolízis is leáll.

### Alanin-aminotranszferáz (ALAT)
A piruvát-alanin átalakulás a szénhidrát és az aminosav anyagcsere kapcsolatát biztosítja. Több aminosav katabolizmusa ezen a transzaminálási reakción keresztül kapcsolódik a metabolizmushoz, illetve ez a reakció több aminosav de novo szintézisének is a lépése. Extrahepatikus szövetekben/szervekben (pl.: izom), a piruvátból transzaminálással alanin képződik, ami a májba szállítódik, ahol az alanin-ciklus lejátszódik. A piruvátnak ez a második útja, hogy a májba jusson. 

Azokat az aminosavakat, melyekből az alanin-ciklus során a májban újra glükóz keletkezhet, glükoplasztikus aminosavaknak nevezzük. Minden aminosav glükoplasztikus aminosav, kivéve a lizin és a leucin. Így az alanin is egy glükózprekurzor. A transzaminálási reakciók az aminosavak szintetizálására vagy lebontására szolgálnak. A reakció során alfa-ketonsavból alfa-aminosav keletkezik.

#### A piruvát → alanin átalakulás
A reakciót az alanin-aminotranszferáz, ALAT végzi. Ez a reakció a citoszolban játszódik le és reverzibilis. Az enzim PLP-vel működik, ami a piridoxál-foszfát, a B6 vitamin származéka. Az enzim egyik lizinje és a piridoxál-foszfát között Schiff-bázis jön létre, amely helyettesíthető szabad aminosavval. Ezután az aminosav és a PLP között jön létre kötésátrendeződés, és piridoxamin-foszfat keletkezik, melynek következményeképpen az aminosavból keletkezett ketosav leválik az enzimről.

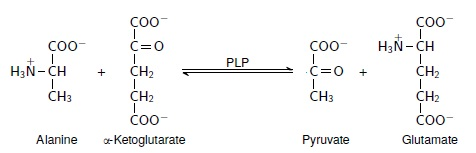
Alanin-aminotranszferáz által katalizált reakció

A szervezetben az izomszövet fehérjetartalma a legnagyobb, ami mobilizálható is. A transzaminálási kapacitás az izomban nagy, ezért a szervezetbe kerülő aminosavak nagy része a vázizmokban és a szívizomban bomlik le.

### Piruvát-dehidrogenáz komplex
A piruvát-acetil-CoA átalakulás során keletkező acetil-CoA a mitokondriumban képződik. Ez a folyamat oxigént igényel, vagyis aerob. Acetil-CoA keletkezhet a mitokondriumban a piruvát oxidatív dekarboxilezése, a zsírsavak oxidációja illetve egyes ketogén aminosavak lebontása során is. A piruvát-dehidrogenáz komplex által katalizált reakció a glükózdependens sejtek számára alapvető. A szervezet glikogénmetabolitjainak anyagcseréje szempontjából rendkívül fontos szabályozási pont.

#### A piruvát → acetil-CoA átalakulás
A piruvát-acetil-CoA átalakulást a piruvát-dehidrogenáz komplex nevű enzim katalizálja. Az enzim TPP, FAD és lipoát segítségével működik. A TPP a tiamin-pirofoszfát, mely az enzim koenzime, és B1-vitamin- (tiamin-) származék. A mitokondrium külső membránján a pórusokon átjut passzívan, viszont a belső membránon piruvát/H+ szimporttal tud bejutni aktívan a mátrixba. Ez egy mitokondriumban lejátszódó irreverzibilis, azaz megfordíthatatlan folyamat. A mitokondriumban a glükogén és a ketogén út szétválik. Acetil-CoA keletkezésével a glikogénprekurzor elvész, tehát ez a ketogén út. Az enzimnek három alegysége van: a piruvát-dehidrogenáz, a dihidrolipoil-transzacetiláz és a dihidrolipoil-dehidrogenáz.

A piruvát-dehidrogenáz komplex által katalizált reakció

Mivel a reakció a mitokondriumban játszódik le, ezért olyan sejtekben figyelhetjük meg, melyekben rengeteg mitokondrium található. Nagy mennyiségben a szívizomban, a vesében, agyban és a májban játszódik le ez a reakció. A májban az inzulin szintjének növekedése hatására a piruvát koncentráció is megnő. Ez a folyamat fokozza a piruvát-dehidrogenáz komplex aktivitását fokozza.

Az acetil-CoA a reakció után számos más folyamatokba vehet részt: 
1. A citromsavciklusba belép, ott továbboxidálódik, melynek következményeképpen energia szabadul fel.
2. Az acetil-CoA citrát formájában is felszabadulhat, transzportálódhat a citoszolba, ahol zsírsav- és szteroidszintézis előanyaga lehet. Ezáltal energiaraktározó és bioszintetikus funkciót tölt be.
3. A májban ketontestek képződhetnek belőle, melyek tápanyagként szolgálnak szerveknek cukorhiány estén (pl.: agynak), illetve energiatranszferként. Éhezésben megnő a ketontestek szerepe.

### Piruvát-karboxiláz
A piruvát-oxálacetát átalakulás mitokondriumban lejátszódó folyamat, vagyis oxigént igényel. A reakció során oxálacetát keletkezik, ezáltal ezt a reakciót a citromsavciklus anaplerotikus, azaz feltöltő folyamatának is tekinthetjük.

#### A piruvát → oxálacetát átalakulás
Mitokondriumban lejátszódó irreverzibilis reakció, mely során a glükogénprekurzort nem veszítjük el, azaz glükogén-út. A reakciót a piruvát-karboxiláz enzim katalizálja, melynek biotin a prosztetikus csoportja. Az enzim katalizálja a CO2 (szén-dioxid) fixálást. A reakció allosztérikus serkentője az acetil-CoA. Emelkedett acetil-CoA szint serkenti a piruvát-oxálacetát átalakulást, melynek következményeképpen a citromsavciklus több acetil-CoA-t lesz képes felvenni. Az oxálacetát mennyisége szabályozza a ciklus sebességét.
A reakció után az oxálacetát sorsa:

A piruvát-karboxiláz által katalizált reakció

1. Májban glükóz de novo szintézisére képes a reakció.
2. Vesében szintén fontos a reakció, mert a keletkezett oxálacetát elhagyhatja a citromsavciklust, mint glükoneogenezis[* 4] intermedier közvetve.

### Malát-enzim
A piruvát-malát átalakulás a citromsavciklus intermedierjeit pótló reakció, azaz anaplerotikus.

#### A piruvát → malát átalakulás
A reakció a citoszolban játszódik le. Reverzibilis folyamat, és főleg malát → piruvát irányba játszódik le. Ez esetben NAD(P)H + H+ keletkezik, ami a zsírsavszintézishez elengedhetetlen. A reakció piruvát → malát irányban NAD(P)H + H+-t használ, illetve HCO3--ot.

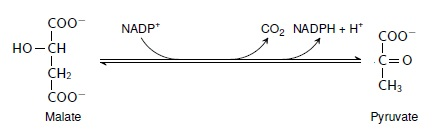
A malát enzim által katalizált reakció

### Piruvát-dekarboxiláz
Az anaerob glikolízis másik formája a tejsavas erjedés mellett az alkoholos erjedés. Ez a reakció mikroorganizmusokban jellemző, emberi szervezetben nem.

#### A piruvát → etanol átalakulás
A reakció két lépésben játszódik le. Először piruvátból a piruvát-dekarboxiláz enzim segítségével egy reverzibilis reakció során acetaldehid keletkezik. Ekkor CO2 szabadul fel. A koenzim a TPP. Ezután az acetaldehidből etanol keletkezik az alkohol-dehidrogenáz enzim segítségével. Ez a reakció is reverzibilis illetve NADH + H+-t használ.

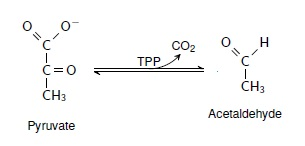
A piruvát-dekarboxiláz által katalizált reakció, melyben etanol keletkezik

Emberi szervezetben az etanolt a máj lebontja. Etanolból az alkohol-dehidrogenáz acetaldehidet készít, melyből az aldehid-dehidrogenáz acetátot.

## Kapcsolódó anyagcsere-betegségek

### Laktát-dehidrogenáz-hiány
A laktát-dehidrogenáz enzim M és H alegységekből felépülő tetramer, melynek szövetspecifikus izoenzim mintázatai is vannak. Diagnosztikai jellegű, ha valamely szövetspecifikus izoenzime megjelezik a szérumban, mert az az adott szervnek a károsodását jelzi, például máj, szív, tüdő.
Az enzim mindkét alegységében felléphetnek mutációk, melynek következményeképpen az enzimaktivitás csökken, instabillá válik. Az M alegység hiánya okoz klinikai tüneteket. Izomgyengeség, izomfáradás, terhelésre rhabdomyolysis, vagyis az izomszövet szétesése, pusztulása figyelhető meg. Ha leszorítással ischaemiássá tesszük az izmot, azaz helyi vérellátási zavart hozunk létre, akkor a munkavégzés során a vérben a piruvát szintje nő meg, a laktáté nem.

### Wernicke-Korsakoff-szindróma
A B1-vitamin tiamin-pirofoszfát, azaz TPP formájában van jelen az α-ketosavak oxidatív dekarboxilálásában, mint prosztetikus csoport. A B1-vitamin-hiány beri-beri kórt okoz, ami szívizomkárosodással és központi idegrendszeri zavarokkal jár együtt. A tünetek reverzibilisek, a vitaminhiány elmúlásával eltűnnek.
A tiaminhiány agyi megjelenési formája a Wernicke-encephalopathia, mely leggyakrabban krónikus alkoholizmushoz társul, mivel az erőteljes alkoholfogyasztás megakadályozza a tiamin felszívódását a bélben. Izomgyengeség, szemizombénulások, pszichés zavarok és emlékezetkiesés jellemzi, amit Korsakoff-szindrómának nevezünk. Az agyszövetben a tiaminszint lecsökken, melyen korai B1-vitaminos kezeléssel lehet javítani.

### Piruvát-dehidrogenáz-komplex működési zavarai
Az enzimkomplex működési zavarait leggyakrabban a piruvát-dehidrogenáz alfa-alegységét kódoló gén mutációi okozzák. A klinikai tünetek a laktát acidózistól a központi idegrendszeri zavarokig széles skálán mozognak. Vannak esetek, amikor az enzim TPP iránti affinitása lecsökken. Ekkor nagy adag B1-vitaminos kezeléssel lehet mérsékelni, normalizálni a vér laktátszintjét. Az enzimkomplex valamelyik enzimének veleszületett defektusa vagy hiánya okozza az újszölöttkori tejsavas acidózist. Ilyenkor tejsav, alfa-ketoglutársav és elágazódó láncú alfa-ketonsavak is felhalmozódnak a vérben. A tejsavas acidózis súlyossága attól függ, mennyi piruvát-dehidrogenáz-komplex aktivitás maradt meg. Legsúlyosabb esetben a tejsav szint annyira magas, hogy letális agykárosodást okoz, mely újszülött- vagy csecsemőkorban halálhoz vezet. Leggyengébb esetben pedig csak szénhidrátterhelés vált ki tejsavas acidózist, az agykárosodás pedig csak lassan alakul ki.

### Piruvát-karboxiláz működési zavarai
A piruvát-karboxiláz egy mitokondriális homotetramer fehérje, mely a glükoneogenezis és az anaplerotikus folyamatok kulcsenzime, illetve az agyban neurotranszmitter szintézisben is részt vesz (pl.: glutamát, GABA). A piruvát-karboxiláz hiánynak 3 megjelenési formáját különböztetik meg.
1. A-típus: enyhébb forma, melyet laktát acidózis és szellemi visszamaradottság jellemez. Megfigyelhető, hogy ebben a formában az enzim aktivitása csökkent.
2. B-típus: súlyos újszülöttkori forma, melynél laktát acidózis, hiperammonémia, magas szérumaminosav-szint (pl.: alanin, lizin, citrullin és abnormális redoxállapot (pl.: magas laktát/piruvát és acetoacetát/β-hidroxi-butirát arány) figyelhető meg. Ez a forma az élet első hónapjaiban halálos.
3. C-típus: viszonylag jóindulatú, enyhe laktát acidózissal járó forma.

Jellemző, hogy demielinizáció is megfigyelhető, ami a mielinhüvely hiányát jelenti. Hátterében az áll, hogy az agy nem tud zsírsavakat felvenni a vér-agy gát miatt, illetve szintetizálni sem tud a piruvát-karboxiláz-defektus miatt. A piruvát-karboxiláz aktivitásának csökkenését kiválthatja nem megfelelő biotin-felvétel. Ez bőrelváltozásokat és neurológiai problémákat is okozhat. Ekkor, mivel nem csak a piruvát-karboxiláz, hanem a szervezet összes karboxiláza elégtelenül működik, ezért ezt a kórképet "Multiple Carboxylase Deficiency"-nak hívjuk. A betegséget látványosan kezelhetjük biotin folyamatos szedésével.

### Felhasznált nyomtatott irodalom
- ↑ Orvosi biokémia:  Ádám Veronika (szerk.): Orvosi biokémia. Budapest, Semmelweis Kiadó, 2016. ISBN 978-963-331-400-5
- ↑ Orvosi patobiokémia:  Mandl Ferenc, Mankovich Raymund: Orvosi patobiokémia. Budapest., Medicina Könyvkiadó Zrt., 2007. ISBN 978-963-226-063-1
- ↑ Lehninger Principles of Biochemistry:  David L. Micheal M. Cox: Lehninger Principles of Biochemistry. New York, W. H. Freeman and Company, 2008. 5th edition ISBN 978-0-7167-7108-1

### Felhasznált internetes irodalom
- http://aok.pte.hu/hu/egyseg/oktatasianyagok/200
- http://www.tankonyvtar.hu/hu/tartalom/tamop425/0019_1A_Elettani_alapismeretek/ch05s04.html
- http://www.webbeteg.hu/cikkek/egeszseges/3822/amit-a-b1-vitaminrol-tudni-kell